# Бомбардировка Загреба
Бомбардировки Загреба — действия авиации союзников с 1943 по 1945 годы по просьбе югославских партизан с целью помощи в боях за Чрномерец, Боронгай и Плесо. Всего было совершено 13 авианалётов американских самолётов, которые были организованы силами 15-й воздушной армии.

## Список крупнейших авианалётов
- 22 февраля 1944: авианалёт 15-й армии.
- 6 апреля 1944: авианалёт 15-й армии, сбито 6 самолётов.
- 24 мая 1944: авианалёт 15-й армии.
- 30 мая 1944: авианалёт 15-й армии.
- 30 июня 1944: авианалёт 15-й армии.
- 7 июля 1944: авианалёт 15-й армии.
- 5 января 1945: авианалёт 15-й армии.
- 19 января 1945: авианалёт 15-й армии.
- 13 февраля 1945: авианалёт 15-й армии.
- 4 марта 1945: авианалёт 15-й армии.
- 12 марта 1945: авианалёт 12-й и 15-й армий.
- 14 марта 1945: авианалёт 15-й армии.

## Некоторые бомбардировки
22 февраля 1944 во время первого крупного авианалёта на город бомбами был разрушен доминиканский монастырь, в результате бомбардировок было убито восемь студентов семинарии, в ответ на что архиепископ Загреба Алоизие Степинац отправил письмо представителю Великобритании в Ватикане с осуждением подобного акта. 30 мая 1944 на район Боронгай были сброшены сто бомб, каждая из которых весила по 250 кг, что вызвало колоссальные разрушения.

## Неразорвавшиеся бомбы
В настоящий момент в городе до сих пор есть неразорвавшиеся бомбы тех времён: в 2007 и 2008 годах в районе Максимир во время строительства рабочими были обнаружены несколько американских авиабомб. В 2008 году была найдена ещё одна бомба в пригороде Загреба, Свете-Неделе.
Число погибших во время бомбардировок до сих пор не установлено. 